# Церква Святого Юрія (Шманьківчики)
Церква Святого Юрія в Шманьківчиках — парафія і храм греко-католицької громади Пробіжнянського деканату Бучацької єпархії Української греко-католицької церкви в селі Шманьківчики Чортківського району Тернопільської области.

## Історія церкви
Греко-католицька громада села Шманьківчики офіційно зареєстрована 24 липня 1991 року. Навесні 1992 року розпочалося будівництво каплиці, і вже у травні, на День матері, її освятив отець Богдан Недільський.
18 березня 2012 року за ініціативи о. Івана Сеньківа був освячений наріжний камінь, що поклало початок будівництву нового храму. У 2014 році на Вербну неділю о. Роман Литвинів освятив хрест на церкві.
Освячення та парафіяльне життя
Будівництво храму завершили у 2018 році. 6 травня того ж року, на храмове свято, чин освячення здійснив владика Бучацької єпархії Дмитро Григорак. При парафії діє братство «Апостольство молитви». У селі також є богослужбова каплиця Святого Юрія, збудована у 1992 році.

## Парохи
| Ім'я                   | Роки                                 | Світлини |
| ---------------------- | ------------------------------------ | -------- |
| о. Богдан Недільський  | (1992—2000)                          |          |
| о. Богдан Шкільницький | (2000—2005)                          |          |
| о. Зеновій Пасічник    |                                      |          |
| о. Сергій Ліщинський   | (2005—2006)                          |          |
| о. Іван Сеньків        | (2006—2013)                          |          |
| о. Роман Литвинів      | адміністратор парафії з вересня 2013 |          |